# Smolanedi
Smolanedi är pitemål för en norrländsk maträtt som används som mellanmål eller frukost.
Smolanedi betyder "smula ned i". Smolanedi är ett slags hemmagjorda flingor; oftast är de tunnbröd som smulas ned i mjölk/filmjölk med lingonsylt och ibland som tilltugg falukorv. I Jämtland kallas maträtten där man bryter ner hårt tunnbröd i mjölk och tillsätter sylt, för "brösull" (äldre: "brôusull"). I Ångermanland kallas maträtten för "bryta" eller "bröta" och i Norr- och Västerbotten "bruttu" (används filmjölk kallas rätten för "filbruttu"). 
Smolanedi finns i viss norrländsk kultur, exempelvis en pjäs av Norrbottensteatern kallades smolanedi då den utspelas vid ett frukostbord. I en Euskefeuratlåt som heter Euskefeurat sjunger man om att äta smolanedi. I boken Som om jag inte fanns, av Kerstin Johansson i Backe, äter man smolanedi med fil som mellanmål.